# Nurgyul Salimova
Nurgyul Salimova ( búlgaro : Нургюл Салимова; turco: Nurgül Salimova; nacida el 2 de junio de 2003) es una ajedrecista búlgara poseedora de los títulos de Maestro Internacional y Gran Maestra Femenina. Sus principales logros son haber ganado el Campeonato de Ajedrez Femenino de Bulgaria en 2017, su medalla de plata en el Campeonato de Ajedrez de Bulgaria en 2023 y su medalla de plata en la Copa del Mundo Femenina de ajedrez en 2022, que le permitió participar en el Torneo de Candidatas de 2024.

## Primeros años
Salimova nació en el pueblo de Krepcha, provincia de Targovishte. Sus padres son de ascendencia turca y en una entrevista se dio a conocer que ella se considera turco-búlgara. Su abuelo le enseñó a jugar al ajedrez cuando tenía cuatro años.

## Carrera

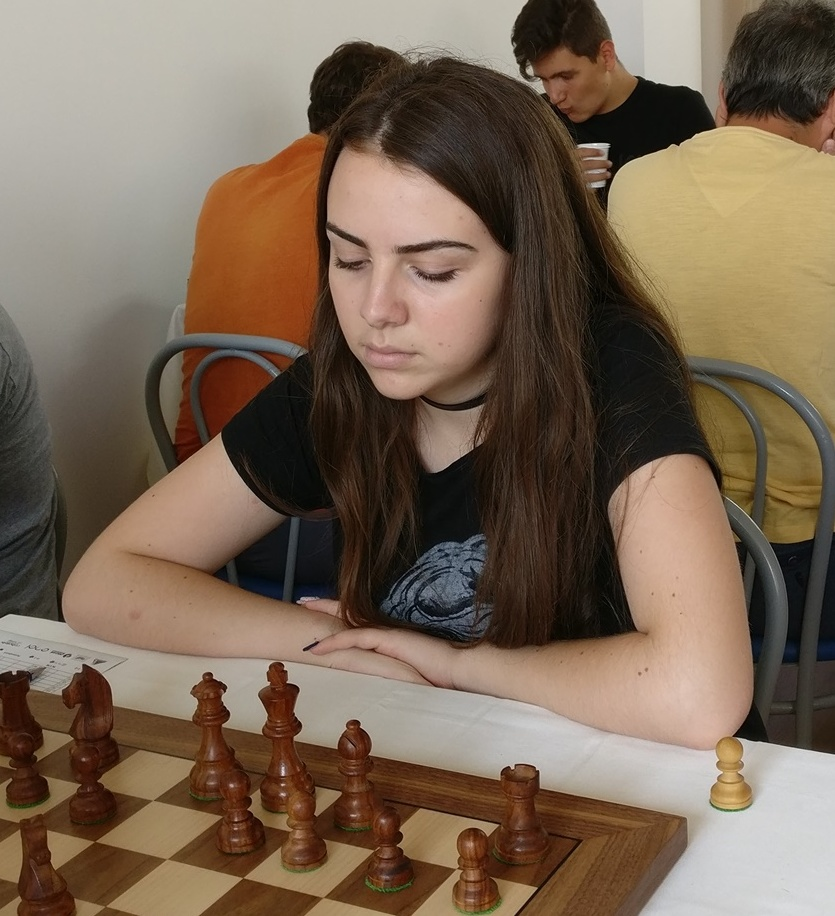
Salimova en Rumania, 2017

En 2011, Salimova ganó el Campeonato Europeo Juvenil de Ajedrez para niñas sub-8 en Albena. En 2015 ganó el Campeonato Mundial Juvenil de Ajedrez para niñas sub-12 años en Porto Carras. En 2015 ganó el Campeonato Europeo Juvenil de Ajedrez para niñas sub-12. Es además varias veces ganadora de los Campeonatos de Ajedrez Juvenil de Bulgaria y Europa en las modalidades de ajedrez rápido y blitz para niñas de diferentes grupos de edad.
Salimova ganó el Campeonato de Ajedrez Femenino de Bulgaria en 2017, después de lo cual fue invitada a jugar en el grupo C del Torneo de Ajedrez Tata Steel. En abril de 2018, Salimova se convirtió en campeona búlgara en la sección G16 y dos días después, campeona búlgara de blitz en la sección masculina sub-16. En mayo de 2018, ganó el Open International d'Échecs de la Côte Basque en Bayona, Francia, con un rendimiento Elo de 2600+, suficiente para una norma de Gran Maestro (GM). En julio de 2018, Salimova obtuvo su última norma para maestra internacional femenina (MIF) junto con sus primeras normas para maestra internacional (MI) y gran maestra femenina (GMF) en Pardubice, República Checa, con un rendimiento Elo de 2478.
Su Elo ascendió posteriormente a 2352, se convirtió en la número dos entre las mujeres búlgaras y la número dos en el ranking mundial de niñas menores de 16 años, así como en la número once en la lista mundial de niñas menores de 20 años  En septiembre de 2018, participó en la Liga Femenina de Serbia con el equipo de Banovci Dunav. Salimova jugó en el segundo tablero y obtuvo una puntuación de 8/10 (sin pérdidas) con un rendimiento de 2400+. Pese al mal desempeño de su equipo, esto le dio una segunda norma para GMF.
Salimova obtuvo su última norma para GMF y segunda para MI en diciembre de 2018 a la edad de 15 años en Zadar, Croacia, con un rendimiento Elo de 2492. En abril de 2019, en el Campeonato Europeo de Ajedrez Individual Femenino, Salimova obtuvo su última norma de GMF (válida) y obtuvo el título a la edad de 15 años y 10 meses.
En enero de 2022, Salimova obtuvo su primera norma de GM en la Copa Vergani, destacandos su victoria ante el ex retador al campeonato mundial Nigel Short. En el Campeonato de Ajedrez de Bulgaria de 2023, terminó a medio punto del primer puesto. Aunque empató en el segundo puesto con otros dos (ambas GM), Salimova recibió la medalla de plata gracias a un mejor desempate. En el torneo, terminó por delante de seis GM y perdió sólo ante el campeón, Kiril Georgiev.
En la Copa Mundial Femenina de Ajedrez de 2023, llegó a la final, donde perdió ante Aleksandra Goryachkina. Ocupando el puesto 29 en el evento, derrotó a sorpresivamente a oponentes de la talla de Polina Shuvalova, número 12, y a Anna Muzychuk, número 9, que la llevaron a la final. Como resultado ello, Salimova se clasificó como una de las ocho participantes del Torneo de Candidatas 2024, celebrado del 2 al 25 de abril de 2024 en Toronto, Canadá y recibió su segunda norma de GM.